# Islamski Ruch Oporu w Iraku
Islamski Ruch Oporu w Iraku (arab. ‏المقاومة الإسلامية في العراق‎, Al-Muqāwama al-Islāmiyya fī al-Irāq) – termin używany od 2023 roku przez szyickie grupy paramilitarne podczas przyznawania się do przeprowadzonych ataków na siły amerykańskie i sojusznicze w Iraku i jego regionie.
Ataki te uzasadniają kompleksowym wsparciem Stanów Zjednoczonych dla strony izraelskiej podczas wojny w Gazie i Libanie.
Przed 2017 rokiem termin ten był głównie użytkowany przez irackie ugrupowania sunnickie.

## Zrzeszone pod tym terminem grupy
- Kata’ib Hezbollah[8]
- Harakat Hezbollah al-Nujaba[8][9]
- Asa’ib Ahl al-Haq[8][10]
- Kata'ib Sayyid al-Shuhada[8]
- Harakat Ansar All[11]
- Grupa Al-Thawriyyun[12]